# Tuffi ai campionati europei di nuoto 2018 - Trampolino 1 metro femminile
Il concorso dei tuffi dal trampolino 1 metro femminile dei Campionati europei di nuoto 2018 si è svolto il 10 agosto 2018 alla Royal Commonwealth Pool di Edimburgo.

## Risultati
Il turno preliminare è iniziato alle 09:30. La finale si è svolta alle 15:15.
In verde sono indicati i finalisti
| Class   | Tuffatore           | Nazione       | Preliminare | Preliminare | Finale          | Finale          |
| Class   | Tuffatore           | Nazione       | Punti       | Class       | Punti           | Class           |
| ------- | ------------------- | ------------- | ----------- | ----------- | --------------- | --------------- |
| Oro     | Mariia Poliakova    | Russia        | 251.85      | 4           | 285.55          | 1               |
| Argento | Nadežda Bažina      | Russia        | 263.60      | 2           | 276.00          | 2               |
| Bronzo  | Elena Bertocchi     | Italia        | 258.20      | 3           | 271.25          | 3               |
| 4       | Tina Punzel         | Germania      | 273.70      | 1           | 254.10          | 4               |
| 5       | Viktorija Kesar     | Ucraina       | 230.50      | 10          | 245.40          | 5               |
| 6       | Hanna Pysmenska     | Ucraina       | 241.60      | 7           | 237.85          | 6               |
| 7       | Kaja Skrzek         | Polonia       | 222.65      | 11          | 237.60          | 7               |
| 8       | Alena Khamulkina    | Bielorussia   | 241.50      | 8           | 229.40          | 8               |
| 9       | Michelle Heimberg   | Svizzera      | 249.10      | 5           | 229.35          | 9               |
| 10      | Katherine Torrance  | Gran Bretagna | 217.35      | 12          | 228.90          | 10              |
| 11      | Louisa Stawczynski  | Germania      | 243.20      | 6           | 221.50          | 11              |
| 12      | Jessica Favre       | Svizzera      | 241.30      | 9           | 216.30          | 12              |
| 13      | Daniella Nero       | Svezia        | 216.80      | 13          | Did not advance | Did not advance |
| 14      | Roosa Kanerva       | Finlandia     | 212.15      | 14          | Did not advance | Did not advance |
| 15      | Scarlett Mew Jensen | Gran Bretagna | 209.75      | 15          | Did not advance | Did not advance |
| 16      | Laura Bilotta       | Italia        | 209.40      | 16          | Did not advance | Did not advance |
| 17      | Marcela Marić       | Croazia       | 206.80      | 17          | Did not advance | Did not advance |
| 18      | Indrė Girdauskaitė  | Lituania      | 197.75      | 18          | Did not advance | Did not advance |